# Der Meister und Margarita

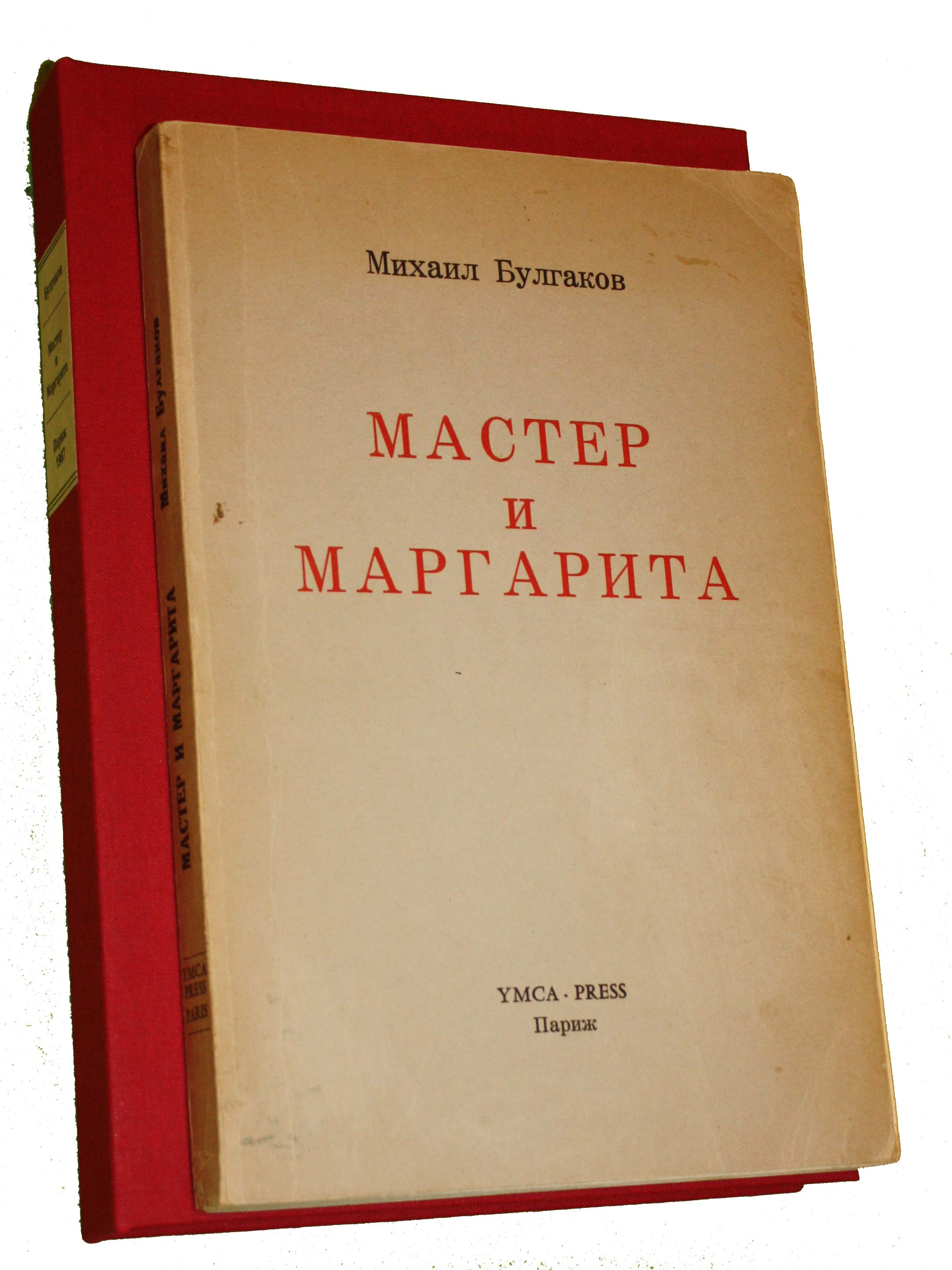
Erstausgabe von Der Meister und Margarita von 1967

Der Meister und Margarita (russisch Мастер и Маргарита / Master i Margarita) ist der bekannteste Roman des russischen Schriftstellers Michail Bulgakow. Er gilt als ein Klassiker der russischen Literatur des 20. Jahrhunderts.
Bulgakow schrieb den Roman ab 1928 und diktierte seiner Frau Jelena kurz vor seinem Tod im März 1940 die letzte Fassung. Das von der Zensur um rund ein Achtel gekürzte Werk erschien ab November 1966 in Fortsetzungen in der Literaturzeitschrift Moskwa, deren Auflage von 150.000 Exemplaren in dieser Zeit binnen weniger Stunden ausverkauft war. Viele Kunden lasen den Roman innerhalb kürzester Zeit durch und konnten ihn auswendig wiedergeben. Gruppenlesungen wurden veranstaltet. Der Roman wurde in der Öffentlichkeit diskutiert. Die von der Zensur herausgekürzten Teile wurden mit der Schreibmaschine oder handschriftlich vervielfältigt und als Samisdat heimlich verbreitet.
Ein wesentlicher Handlungsort, die tatsächlich existierende Moskauer Wohnung Nr. 50 in der Sadowaja 302b ▼, in welcher der Autor selbst von 1921 bis 1924 ein Zimmer bewohnte, ist mittlerweile zu einem beliebten Ausflugsziel von Bulgakow-Verehrern geworden.

## Inhalt
Der Roman schildert in einer allegorischen und humorvollen, satirischen Weise das Leben in Moskau zu dieser Zeit. Viele Kritiker zählen den Roman zu den wichtigsten russischen Erzählungen des 20. Jahrhunderts und halten ihn für eine der besten Satiren der Zeit, gerichtet gegen die starre, von Willkür geprägte Bürokratie sowie die Überwachungspraktiken und die Versorgungsengpässe in der dogmatisch atheistischen Sowjetunion.
Das zweite Hauptthema des Romans ist mit den menschlichen Werten wie Gut und Böse, Gott und Teufel, Leben und Tod verbunden. Die Erlösung aller Beteiligten, deren freiwilliges Werkzeug auch der Teufel ist, steht hierbei im Mittelpunkt. Einige Kapitel enthalten eine auf historische Glaubwürdigkeit bedachte Erzählung über Pontius Pilatus während der letzten Tage Jesu Christi, der in der Erzählung mit seinem hebräischen Namen Jeschua genannt wird.
Aus beiden Handlungssträngen ergibt sich das dritte Hauptthema: Es gibt keine größere Sünde als die Feigheit. Keiner der Moskauer Beteiligten ist wirklich bereit, sich der höheren Macht – teils der Staatsmacht, teils der des Satans (in Gestalt des Schwarzen Magiers Woland) – zu stellen. Auch Pontius Pilatus verzichtet angesichts der politisch-gesellschaftlichen Konsequenzen auf die Freilassung Jeschuas.
Ein weiteres Thema des Romans ist das des Künstlers und der Kunst.

## Handlung
Begleitet von verschiedenen Gehilfen – am auffälligsten ist der riesige Kater namens Behemoth (Бегемот/Begemoth, russisch auch für Nilpferd) – erscheint in der Karwoche der Teufel in Moskau, getarnt als der Ausländer Woland, ein „Professor für Schwarze Magie“. Schon bald bringt er Unruhe und Verwirrung in das Stadtleben; etwa während seiner öffentlichen Auftritte als Zauberkünstler in einem Varieté. Besonders konzentriert sich das Geschehen aber auf das Haus Sadowaja 302b, Wohnung 50, deren Bewohner und Nachbarn schon seit zwei Jahren sukzessive auf mehr oder weniger mysteriöse Weise spurlos verschwinden. Die Bewohner Moskaus und insbesondere deren offizielle Repräsentanten versuchen die unerklärlichen Vorfälle, die wohl durch Woland und seine unheimlichen Begleiter ausgelöst werden, im Sinn der offiziellen Staatsdoktrin rational zu erklären, oft wird auch eine Art von Massenhypnose unterstellt.
Erst im zweiten Drittel des Buches tritt der Titelheld auf, ein in der psychiatrischen Klinik lebender ehemaliger Schriftsteller von 38 Jahren, der in geistiger Verwirrung seinen Namen vergessen hat und der sich nach dem Kosenamen, den ihm seine frühere Geliebte gegeben hat, „Meister“ nennt. Er begegnet einem schon zu Romanbeginn eingeführten Dichter namens Besdomny, der aufgrund seines Beharrens seiner Erlebnisse mit Woland ebenfalls in die Psychiatrie eingeliefert worden ist. Der Meister erzählt ihm sein Leben: Einst ein hochgebildeter Historiker an einem Moskauer Museum, hat er vor zwei Jahren 100.000 Rubel gewonnen und konnte so in eine neue Wohnung umziehen, in der er sich sehr wohlfühlte. Dort hat er begonnen, sein Leben neu auszurichten und einen Roman über das Leben des Pontius Pilatus zu schreiben. Er lernte eine verheiratete Frau namens Margarita kennen, die seine große Liebe wurde. Als er den Roman beendet hatte, fand sich aber kein Verleger, der bereit war, ihn zu drucken. Lediglich ein längerer Auszug wurde veröffentlicht, was in der Presse wegen seines ungewöhnlichen Inhalts sofort heftige Anfeindungen auch seitens des Schriftstellerverbandes hervorrief. Nachdem er die Romanmanuskripte zu verbrennen versucht hatte, verfiel der verzweifelte Meister dem Wahnsinn. Er wurde zudem wegen des Besitzes von illegaler Literatur verhaftet und ließ sich dann offenbar freiwillig in die besagte psychiatrische Klinik einweisen. Margarita hat er seitdem nicht mehr wiedergetroffen.
Margarita ist mit ihrem Leben unzufrieden, obwohl sie materiell durch ihren reichen Gatten bestens versorgt ist. Sie liebt den Meister und sehnt sich noch immer nach ihm. Als ihr Mann einmal abwesend ist, lässt sie sich auf einen Handel mit einem Gehilfen Wolands ein, da dieser – das ist das Geheimnis der verhexten Wohnung Nr. 50 – dort einen Ball geben will und dafür eine „Ballkönigin“ benötigt. Diese Rolle soll Margarita übernehmen, die durch eine Flugsalbe zur Hexe wird. Zum Dank für die anstrengende Aufgabe der Ballkönigin (sie muss sich drei Stunden ununterbrochen von der Masse der Gäste das Knie küssen lassen) wird ihr der Wunsch erfüllt, noch einmal mit dem Meister in dessen Kellerwohnung leben zu dürfen.
Auf Anweisung Jesu lassen Woland und seine Gehilfen den Meister und Margarita schließlich sterben; sie haben „Ruhe verdient“.
Ein zweiter Handlungsstrang, der sich später als der Roman des Meisters entpuppt, ist die Schilderung einiger Tage im Leben des römischen Prokurators Pontius Pilatus gewidmet. Es ist der Zeitraum rund um die Kreuzigung des Jesus von Nazareth, hier Jeschua han-Nasri genannt. Die Handlung folgt zwar grob den biblischen Berichten, ist aber aller übernatürlichen Vorkommnisse entkleidet. Auch die zahlreiche Anhängerschaft, die der biblische Jesus hat, fehlt fast zur Gänze. Jeschua wird in weit höherem Maße als in den Evangelien als pazifistischer und bis zur Selbstverleugnung menschenfreundlicher Mensch dargestellt. Pilatus ist krank und unzufrieden und würde am liebsten Gift nehmen; das einzige Wesen, das er liebt, ist sein Hund. Jeschua spendet ihm zunächst etwas Trost, und Pilatus spielt mit dem Gedanken, den Todgeweihten zu begnadigen; als er jedoch von Jeschuas Ansichten über die Staatsmacht hört, muss Pontius Pilatus das Todesurteil bestätigen, was seine psychische Lage nur noch verschlimmert. Eine tragikomische Figur in diesem Teil des Romans ist Jeschuas Jünger Levi Matthäus, der die Worte Jeschuas falsch versteht und ebenso falsch niederschreibt; die Auferstehung Jesu ist sogar eine von ihm verfasste bewusste Fälschung.
Dieser Handlungsstrang wird in drei Abschnitten in die Haupthandlung eingebettet. Wie die Leser erfahren, ist der Inhalt der Jeschua-Kapitel mit dem Roman des Meisters identisch. Das erste Mal taucht ein Teil dieser Handlung auf, als Woland einen hartnäckigen Atheisten von der Existenz Jesu zu überzeugen versucht und ihm ein erstes Stück dieser Geschichte erzählt.

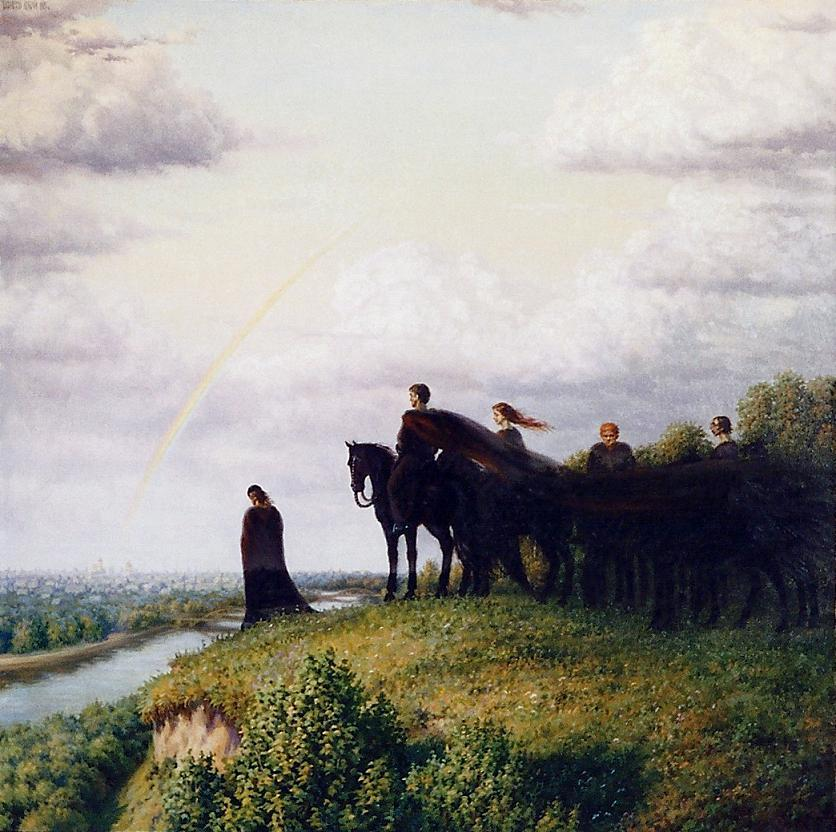
„Abschied von Moskau“ (Illustration zum Roman)

Am Schluss des Buches laufen beide Handlungsstränge zusammen: Woland und seine Gehilfen führen den Meister und Margarita nach deren Tod in der Osternacht zu ihrem romantisch geschilderten „ewigen Haus“ durch die Wildnis und passieren dabei Jerusalem. Nicht weit von der Stadt sitzt der depressive Pilatus, den der Meister auf einen Hinweis Wolands (und damit wohl auf Anweisung Jesu, der den Roman des Meisters gelesen hat) mit der Nachricht, Jeschua warte auf ihn, dazu veranlasst, in den Himmel zu gehen. Erstmals erhält hier die Figur des Jeschua eine der christlichen vergleichbare, metaphysische Bedeutung; auch Pilatus ist nun erlöst.

### Figuren

#### Haupthandlung
- Woland, der Teufel, auch als „Schwarzer Magier“ bezeichnet. Residiert in Moskau, tritt in einem Varieté als Zauberkünstler auf und bringt Chaos und Verwirrung unter die Moskowiter;
- der Meister, Verfasser eines Romans über Pontius Pilatus
- Margarita Nikolaewna: unglücklich verheiratet, Geliebte des Meisters und von Woland zur Hexe auserkoren;

Gehilfen Wolands:
- Korowjew, auch Fagott: Gehilfe Wolands; einmal angeblich ehemaliger Kantor, dann Dolmetscher des „Professors“; eigentlich „Ritter“; typisch sind der gesprungene Zwicker und die karierte Hose.
- Behemoth/Begemot: Teils Kater, teils katerartiger Mensch; eigentlich Hofnarr Wolands; Freund Korowjews, mit dem er gegen Ende des Buches der Moskauer Bevölkerung allerlei Streiche spielt.
- Asasello: Der dritte Gehilfe von Woland, eigentlich Todesdämon; typisch sind ein Hauer, der ihm aus dem Mund ragt, und die roten Haare.
- Hella: Hexe und Bedienstete Wolands, Vampirin
- Abaddon, der Todesengel

Andere wichtige Nebenfiguren:
- Iwan Nikolajewitsch Ponyrew, Pseudonym „Besdomny“ (bedeutet „Obdachloser“): Schlechter Dichter, später Professor für Geschichte und Philosophie; wird nach einer Begegnung mit Woland in eine psychiatrische Klinik eingewiesen und lernt dort den Meister kennen.
- Michail Alexandrowitsch Berlioz: Vorsitzender der Moskauer Literaturvereinigung (MASSOLIT) und Bewohner der Wohnung Nr. 50 in der Sadowaja 302b. Mit seiner und Besdomnys Begegnung mit Woland an den Moskauer Patriarchenteichen und seinem anschließenden, von Woland prophezeiten Tod beginnt das Buch.
- Stepan „Stjopa“ Bogdanowitsch Lichodejew: Direktor des Varietétheaters, in dem Woland auftritt, und Berlioz’ Mitbewohner in der Wohnung Nr. 50 in der Sadowaja 302b; wird durch Woland, der in seiner Wohnung Quartier bezieht, nach Jalta hinweggezaubert. ‚Lichodejew‘ bedeutet ungefähr so viel wie ‚Übeltäter‘.
- Grigori Danilowitsch Rimski: Finanzdirektor des Varietétheaters; flieht nach Leningrad.
- Iwan Saweljewitsch Warenucha: Varietéadministrator; wird von Hella zum Vampir gemacht und löst später Rimskis Flucht aus.
- Dr. Strawinski: Chefarzt der psychiatrischen Klinik, in die eine Reihe der handelnden Personen eingeliefert werden.
- Nikanor Iwanowitsch Bossoi: Vorsitzender des Hauskomitees der Sadowaja 302b, bekommt von Korowjew Devisen, damit dieser unbehelligt in der Nr. 50 wohnen kann, wird jedoch von ihm verraten und wegen der Devisen festgenommen; er kommt anschließend in die Psychiatrie.
- George Bengalski: Conférencier; ihm wird während der Theatervorstellung von Behemoth der Kopf abgetrennt und anschließend wieder aufgesetzt; auch er kommt infolgedessen in die Psychiatrie.
- Latunski: Literaturkritiker, der den Pilatus-Roman des Meister verrissen hat. Seine Wohnung wird von Margarita nach deren Verwandlung zur Hexe zerstört, er selbst bleibt aufgrund von Abwesenheit verschont.

#### Pilatus-Handlung
- Pontius Pilatus: Historische und auch in den biblischen Passionserzählungen vorkommende Gestalt; Hauptfigur der Pilatushandlung, anhand deren Schuldhaftigkeit ein Erlösungsbedürfnis thematisiert wird.
- Jeschua: Bei Bulgakow ein schlichter Mensch mit großer Menschenkenntnis und -liebe und Heilkräften. Für ihn sind alle Menschen, auch seine Peiniger, gute Menschen.
- Levi Matthäus: Zuerst Zöllner, dann alles missverstehender Jünger von Jeschua, der seine Worte notiert (Anspielung auf den biblischen Jünger Matthäus und das ihm zugeschriebene Evangelium).
- Judas aus Kirjath: Schönling, der aufgrund seiner Verstrickung in den Prozess um Jeschua vom römischen Geheimdienst ermordet wird – insbesondere diese Figur weicht also stark vom biblischen Vorbild ab, das Selbstmord begeht.
- Afranius: Chef des Geheimdienstes, Vertrauter Pilatus’, der einiges über die Vorgänge in der Stadt weiß. Seinen Erfolg bei der Aufdeckung eines geplanten Mordkomplotts gegen Judas und sogar den tatsächlichen Mord hat er aber selbst inszeniert.
- Kaiphas: der Hohepriester.

Die wesentlichen Figuren der Pilatus-Handlung weisen, abgesehen vom Geheimdienstchef, Parallelen zu Figuren aus den biblischen Überlieferungen auf. In einigen, teilweise wesentlichen Punkten unterscheidet sich die Schilderung von Bulgakow jedoch von den biblischen Geschichten. So wird Jeschua bei Bulgakow nicht in ein Felsengrab gelegt, sondern gemeinsam mit den beiden anderen Hingerichteten in einer tiefen Grube vergraben. Eine Auferstehung findet nicht statt. Judas erhängt sich nicht, sondern wird im verdeckten Auftrag Pilatus’ erstochen.
Man beachte, dass Teile der Pilatus-Handlung zum Schluss mit der Haupthandlung verbunden werden. Pilatus, Levi Matthäus sowie (indirekt) Jeschua tauchen also auch in der Haupthandlung auf.

### Bemerkungen
Der Roman wurde in der Zeit zwischen 1928 und Bulgakows Tod (1940) verfasst und darf als wichtigstes Werk des Autors angesehen werden. Er enthält disparate Formen der Literatur: Fiktion und Elemente aus Sagen wechseln sich ab mit der realistischen Schilderung historischer und zeitgenössischer Gegebenheiten, Satire erscheint ebenso wie Witz ohne Hintergedanken (man denke an die Streiche Behemoths), und einen wesentlichen Teil des Romans machen (neben der ewigen Liebe der Hauptfiguren) die Religiosität und Philosophie Bulgakows aus.
In Bulgakows Philosophie spielen Vergebung, Erlösung und ewige Ruhe eine zentrale Rolle, verdeutlicht durch den Schluss des Romans. Der Teufel ist kein gleichberechtigter Gegenpart zu Gott, sondern dient eher dazu, der Welt mit Schatten mehr Plastizität zu verleihen. Außerdem ist er, so grausam er auch alleine während der Handlung zwei Menschen ermordet, doch nur williges Werkzeug der Erlösung. Wie Levi Matthäus oft die Lehren seines Idols Jeschua missversteht, so auch in diesen Zusammenhang: Als er gegen Schluss des Stückes Jeschuas Auftrag an Woland weitergibt, zeigt er nichts als Hass.
Es wird im Roman – ähnlich wie in der einige Jahre später entstandenen Verarbeitung des Fauststoffes in Thomas Manns Roman Doktor Faustus – auch das Thema des Künstlers und der Kunst aufgeworfen. Der Hauptheld des Romans, „der Meister“, verkörpert einen echten Künstler, dessen „Manuskripte nicht verbrennen“. Eine große Aufmerksamkeit schenkt der Autor auch der menschlichen Liebe, die alles, sogar den Tod zu überwinden vermag.
Zum Verständnis des satirischen Teils dieses Werkes ist ein kurzer Exkurs in die Sowjetunion der 1930er Jahre hilfreich. Die Sowjetunion hatte sich unter Stalin zu einem totalen Überwachungsstaat entwickelt. Ihre geradezu irrationale und dabei unheimlich konsequente Bürokratie ließ das Land zu einer riesigen Groteske erstarren. Die Bevölkerung und mit ihr auch möglicherweise Bulgakow hielt nicht Stalin für den Schuldigen an den Zuständen im Lande, sondern ebendiese Bürokraten, und man dachte, wenn Stalin von deren Treiben erführe, würde er die Missstände umgehend abstellen. Zudem war Bulgakow als Veteran des Russischen Bürgerkriegs auf der „weißen“ Seite wohl kein Freund der Sowjetunion. Im Protest zum Stalinismus kritisiert der Roman auch den dialektischen Materialismus und den militanten Atheismus, wie diese in der Sowjetunion zum Ausdruck kamen.

## Bezug zu GoethesFaust
Schon im Motto verweist Bulgakow auf Goethes Faust. Es lautet:

„Nun gut, wer bist du denn? – Ein Teil von jener Kraft, die stets das Böse will und stets das Gute schafft.“

Damit ist Woland gemeint, und diesen Namen gibt sich Mephistopheles in der Walpurgisnachtszene selbst:

„Mephistopheles:
Was! dort schon hingerissen?
Da werd’ ich Hausrecht brauchen müssen.
Platz! Junker Voland kommt. Platz! süßer Pöbel, Platz!“

Analog dazu ist der Meister ein Verweis auf Faust und die Margarita eine Verkörperung von Gretchen, deren Name eine Koseform von Margarethe ist. Die Handlung des Romans nimmt in verschiedener Hinsicht Goethes Werk auf und parodiert es oder benutzt es zur Parodie, so kann beispielsweise des Meisters Pakt mit Satan als ein faustischer Pakt gelesen werden oder die Rettung des Meisters und der Margarita als ein Verweis auf den Schluss von Faust I.
Auch auf einer symbolischen Ebene können zahlreiche Bezüge ausgemacht werden, so kommt z. B. das Pudelmotiv mehrfach vor (Volands Spazierstock, Kette Margaritas, Motiv auf Kissen). Der Ball ist eine Variation des Walpurgisnachtthemas.

## Deutsche Ausgaben
Bekannt geworden ist der Roman durch die Übersetzung von Thomas Reschke.
- Der Meister und Margarita. Verlag Kultur und Fortschritt, Berlin 1968. Gleichzeitig im westdeutschen Luchterhand Verlag, Neuwied 1968. Von diesen Ausgaben gab es zahlreiche Nachdrucke in West- und Ostdeutschland. Unter vielen diese beiden:
  - Der Meister und Margarita. Mit Illustrationen von Hans Fronius. Volk u. Welt
  - Der Meister und Margarita. Mit Nachwort von Ralf Schröder. Aufbauverlag, Berlin/Weimar 1983. Aus der Reihe Taschenbibliothek der Weltliteratur.
- Der Meister und Margarita. Verlag Luchterhand, Neue Ausgabe in erweiterter Form, ebenfalls von Reschke übersetzt, Frankfurt a. M. 1990, ISBN 3-630-83011-0. Die gleiche Ausgabe als:
  - Der Meister und Margarita. Band 3 der Gesammelten Werke Volk u. Welt, Berlin 1994, ISBN 3-353-00942-6.
    - Von diesen Ausgaben erschienen zahlreiche Nachdrucke in verschiedenen Verlagen.

Neben der Übersetzung von Reschke existieren mittlerweile weitere Übersetzungen ins Deutsche:
- Der Meister und Margarita. Übersetzt von Eric Boerner, Norderstedt 2012, ISBN 978-3-8448-1029-5.
- Meister und Margarita. Übersetzt von Alexander Nitzberg, Berlin 2012, ISBN 978-3-86971-058-7.
- Der Meister und Margarita. Übersetzt von Alexandra Berlina, Köln 2020, ISBN 978-3-7306-0912-5.

Von verschiedenen älteren Entwürfen des Romans, die von Bulgakow später vernichtet wurden, überlebten Teile als Abschriften in den Archiven des Geheimdienstes. Unter dem Titel Der schwarze Magier wurden mehrere zusammenhängende Kapitel dieser älteren Romanversionen als Band 4 der Gesammelten Werke Bulgakows in deutscher Sprache, übersetzt von Renate und Thomas Reschke, vom Verlag Volk und Welt herausgegeben.

## Verfilmungen
- 1972: Der Meister und Margarita unter der Regie Aleksandar Petrovics mit Ugo Tognazzi als Meister, Mimsy Farmer als Margarita und Alain Cuny als Voland.
- Andrzej Wajdas Film Pilatus und andere – Ein Film für Karfreitag (1972) ist dem zweiten Teil des Buches nachempfunden.
- Der Roman wurde 1994 unter der Regie von Juri Kara verfilmt.
- 2005 wurde das Buch für das russische Fernsehen an originalen Schauplätzen sowie in St. Petersburg als zehnteilige Fernsehserie unter der Regie von Wladimir Bortko verfilmt. Die Serie kommt dem Roman in Wort und Bild sehr nahe.
- Am 25. Januar 2024 kam eine weitere Filmadaption des Romans unter Regie von Michael Lockshin in die russischen Kinos. Bereits im Jahr 2021 gedreht, wurde ein geplanter Kinostart des Films am 1. Januar 2023 aufgrund des russischen Überfalls auf die Ukraine verschoben.[4][5] Mit einem Budget von ca. 17 Millionen US-Dollar gilt er als einer der teuersten russischen Filme überhaupt.[4] Der Film entwickelte sich zu einem großen Erfolg und spielte bereits im ersten Monat seiner Veröffentlichung umgerechnet 15 Millionen Euro ein.[6]

## Hörbuch/Hörspiel
- 1991: Jerschalaim Jerusalem. Die Pilatus-Kapitel des Romans als dreiteiliges Hörspiel. Mit Michael Degen (Erzähler), Ulrich Wildgruber (Jeshua), Thomas Holtzmann (Pontius Pilatus), Hermann Lause (Levi Matthäus) u. v. a. Bearbeitung und Regie: Jörg Jannings. NDR 1991.
- 1998: Der Meister und Margarita, Funkerzählung, Komposition: Uwe Hilprecht, Bearbeitung und Regie: Petra Meyenburg nach der Übersetzung von Thomas Reschke mit Jürgen Hentsch, Thomas Thieme, Bärbel Röhl, Jürgen Holtz, Peter Fricke, Hermann Beyer, Hilmar Eichhorn, Jürgen Thormann, Winfried Glatzeder, Gert Haucke, Dieter Mann, Martin Reinke, Stefan Lisewski, Daniel Minetti, Erik S. Klein, Hansjürgen Hürrig, Horst Lebinsky u. v. a., MDR 1998 / der Hörverlag 1999, ISBN 3-86717-453-9; Neuauflage 2003 auf 10 CDs, ISBN 978-3-89940-277-3; ausgezeichnet als Hörbuch des Jahres 1999.
- 2014: Meister und Margarita, Hörspiel. Komposition, Bearbeitung und Regie: Klaus Buhlert nach der Übersetzung von Alexander Nitzberg. BR 2014, 12 Teile. Mit: Michael Rotschopf, Manfred Zapatka, Karl Markovics, Valery Tscheplanowa, Wolfram Berger, Felix von Manteuffel, Milan Peschel, Dietmar Bär, Werner Wölbern, Jeanette Spassova, Samuel Finzi, Stefan Wilkening, Thomas Thieme, Wolfram Koch, Jens Harzer, Gottfried Breitfuss, Margit Bendokat, Caroline Ebner, Steffen Scheumann, Stephan Bissmeier, Götz Schulte, Johannes Silberschneider, Hans Kremer, Hendrik Arnst, Christiane Roßbach, Natali Seelig, Lars Rudolph, Jacqueline Macaulay, Stephan Zinner. BR-Hörspiel und Medienkunst 2014. Hörbuchedition (12 CDs): Der Hörverlag, ISBN 978-3-8445-1428-5.

## Adaptionen
- Der Komponist York Höller verarbeitete das Buch zu einer gleichnamigen Oper in zwei Akten, die 1989 in Paris uraufgeführt wurde.[7]
- Rainer Kunads Oper kam bereits 1986 in Karlsruhe heraus und wurde schon bald darauf etwa vom Teatr Wielki in Warschau unter der musikalischen Leitung von Robert Satanowski nachgespielt; diese Produktion lief mehrmals in den Kulturprogrammen des deutschsprachigen öffentlich-rechtlichen Fernsehens.
- Am 6. Februar 1986 erfolgte die Uraufführung von Heinz Czechowskis „Der Meister und Margarita - Stück nach Bulgakow“ am Schauspielhaus der Leipziger Theater in einer Inszenierung von Karl Georg Kayser
- 1987 hatte diese Bühnenfassung an der (Ost) Berliner Volksbühne unter der Regie von Siegfried Höchst Premiere.
- In der Hamburger Kampnagelfabrik wurde der Roman 1989 vom Pantheater in der Bearbeitung und unter der Regie von Michael Leye zum ersten Mal in Westdeutschland als Theaterstück aufgeführt.
- An der Berliner Volksbühne wurde der Roman Ende 2002 als Bühnenstück unter der Regie von Frank Castorf aufgeführt. Die Produktion war bis 2008 auf dem Spielplan.
- Am Wiener Burgtheater in der Spielstätte im Kasino wurde das Stück in der Fassung von Niklaus Helbling und Sebastian Huber und der Regie von Niklaus Helbling am 12. Mai 2006 uraufgeführt. Zurzeit ist diese Fassung im Akademietheater zu sehen. (Stand: Juni 2007)
- In der Spielzeit 2007/2008 feierte eine Bühnenfassung unter der Regie von Sebastian Baumgarten am Düsseldorfer Schauspielhaus Premiere.[8]
- Am 11. Februar 2012 feierte eine Bühnenfassung von Felicitas Zürcher unter der Regie von Wolfgang Engel am Staatsschauspiel Dresden Premiere.[9]
- Witali Rutschinski (gest. 1998) schrieb Teufels Werke. Ein Roman um Bulgakows „Der Meister und Margarita“, eine Satire auf Geheimdienste, Staat und die Verführbarkeit von Menschen, deutsch 2002.
- Am Moskauer Bolschoi-Ballett wurde am 1. Dezember 2021 ein vom rumänischen Choreografen Edward Clug erarbeitetes Ballett Der Meister und Margarita uraufgeführt.[10][11]
- Das Schauspiel Erlangen zeigt in der Spielzeit 2024/25 eine Bühnenfassung von Natalie Baudy.[12]
- Zu den zahlreichen Werken, die direkt oder indirekt von Bulgakows Roman inspiriert wurden, gehört u. a. auch das Lied Sympathy for the Devil von The Rolling Stones.

## Trivia
Als 2020 im Rahmen der Einschränkungen während der COVID-19-Pandemie ein Bürger namens Jesus Worobjow seinen Hund Plato bei den Patriarchenteichen spazieren führte und verhaftet wurde, erlangte er öffentliche Aufmerksamkeit. Viele Russen erinnerte der Vorgang bei den Teichen wie auch die Namen der Beteiligten an den Protagonisten Voland aus Bulgakows Roman.